# Кочубеевка (Новосанжарский район)
Кочубеевка (укр. Кочубеївка) — село,
Галущиногреблянский сельский совет,
Новосанжарский район,
Полтавская область,
Украина.
Код КОАТУУ — 5323480903.
Село ликвидировано в 2009 году.

## Географическое положение
Село Кочубеевка находится на правом берегу реки Маячка,
выше по течению на расстоянии в 2 км расположено село Долгая Пустошь,
ниже по течению на расстоянии в 3 км расположено село Сухая Маячка.

## История
- 2009 — село ликвидировано[1].